# Adri Embarba
Adri Embarba (Madrid, 1992. május 7. –) spanyol labdarúgó, az Almería középpályása.

## Pályafutása
Embarba a spanyol fővárosban, Madridban született. Az ifjúsági pályafutását a helyi Real Madrid és Alcalá csapatában kezdte, majd a Getafe akadémiájánál folytatta.
2011-ben mutatkozott be a Marchamalo felnőtt keretében. 2012-ben a Carabanchel, majd 2013-ban az első osztályban szereplő Rayo Vallecano szerződtette. 2020-ban az Espanyolhoz igazolt. 2022. augusztus 24-én négyéves szerződést kötött az Almería együttesével. Először a 2022. szeptember 5-ei, Valladolid ellen 1–0-ra elvesztett mérkőzés 59. percében, Dyego Sousa cseréjeként lépett pályára. Első gólját 2022. október 20-án, a Girona ellen hazai pályán 3–2-es győzelemmel zárult találkozón szerezte meg.

## Statisztikák
2023. május 2. szerint
| Klub           | Szezon   | Osztály          | Bajnokság | Bajnokság | Kupa és Ligakupa | Kupa és Ligakupa | Nemzetközi | Nemzetközi | Összesen | Összesen |
| Klub           | Szezon   | Osztály          | Meccs     | Gól       | Meccs            | Gól              | Meccs      | Gól        | Meccs    | Gól      |
| -------------- | -------- | ---------------- | --------- | --------- | ---------------- | ---------------- | ---------- | ---------- | -------- | -------- |
| Rayo Vallecano | 2013–14  | La Liga          | 11        | 0         | 2                | 0                | —          | —          | 13       | 0        |
| Rayo Vallecano | 2014–15  | La Liga          | 14        | 3         | 2                | 1                | —          | —          | 16       | 4        |
| Rayo Vallecano | 2015–16  | La Liga          | 28        | 2         | 4                | 0                | —          | —          | 32       | 2        |
| Rayo Vallecano | 2016–17  | Segunda División | 33        | 7         | 0                | 0                | —          | —          | 33       | 7        |
| Rayo Vallecano | 2017–18  | Segunda División | 42        | 8         | 0                | 0                | —          | —          | 42       | 8        |
| Rayo Vallecano | 2018–19  | La Liga          | 36        | 5         | 0                | 0                | —          | —          | 36       | 5        |
| Rayo Vallecano | 2019–20  | Segunda División | 22        | 7         | 1                | 0                | —          | —          | 23       | 7        |
| Rayo Vallecano | Összesen | Összesen         | 186       | 32        | 9                | 1                | 0          | 0          | 195      | 33       |
| Espanyol       | 2019–20  | La Liga          | 18        | 2         | 0                | 0                | —          | —          | 18       | 2        |
| Espanyol       | 2020–21  | Segunda División | 38        | 9         | 2                | 0                | —          | —          | 40       | 9        |
| Espanyol       | 2021–22  | La Liga          | 32        | 0         | 2                | 0                | —          | —          | 34       | 0        |
| Espanyol       | 2022–23  | La Liga          | 1         | 0         | 0                | 0                | —          | —          | 1        | 0        |
| Espanyol       | Összesen | Összesen         | 87        | 11        | 4                | 0                | 0          | 0          | 91       | 11       |
| Almería        | 2022–23  | La Liga          | 24        | 2         | 1                | 0                | —          | —          | 25       | 2        |
| Összesen       | Összesen | Összesen         | 299       | 45        | 14               | 1                | 0          | 0          | 313      | 46       |

## Sikerei, díjai
Rayo Vallecano
- Segunda División
  - Feljutó (1): 2017–18

Espanyol
- Segunda División
  - Feljutó (1): 2020–21